# Casasco
Casasco – miejscowość i gmina we Włoszech, w regionie Piemont, w prowincji Alessandria.
Według danych na styczeń 2010 gminę zamieszkiwało 137 osób przy gęstości zaludnienia 15,2 os./1 km².